# Визит Джо Байдена на Украину (2023)
20 февраля 2023 года, спустя два месяца после посещения Соединённых Штатов Америки президентом Украины Владимиром Зеленским, президент США Джо Байден совершил ранее не оглашённый визит на Украину. Встреча двух президентов продолжалась более пяти часов. Эта поездка стала первым визитом американского президента на Украину (предыдущая была совершена в апреле 2008 года при президентах Джордже Буше — младшем и Викторе Ющенко).

## Предыстория
После начала вторжения России на Украину администрация Джо Байдена старалась избегать тему возможной поездки президента в воюющую Украину. Во время визита президента США в Польшу, которая состоялась в конце марта 2022 года, Белый дом дал понять, что вариант поездки в воюющую европейскую страну, предусматривающей беспрецедентные меры безопасности, даже не рассматривался. При этом сам Джо Байден в интервью CNN в апреле того же года заявил, что не исключает посещение Украины.
Согласно информации представителей Белого дома, на планирование поездки Байдена ушло несколько месяцев. Окончательное решение американский президент принял в пятницу, 17 февраля, после разговора с ключевыми чиновниками по национальной безопасности. В тот же день Белый дом сообщил журналистам, что исключает возможность визита президента на Украину в ближайшее время. Джо Байден покинул авиабазу Эндрюс под Вашингтоном в 4:15 по североамериканскому восточному времени в воскресенье, 19 февраля. С ним были лишь двое репортёров, обещавших хранить тайну визита, советник президента по национальной безопасности Джейк Салливан, заместитель главы аппарата Белого дома Джен О’Мэлли Диллон и личный помощник президента Энни Томасини. «Борт номер один» сел для дозаправки на авиабазе Рамштайн в Германии в 17:15 по местному времени в воскресенье, а затем спустя час отправился в Польшу, где приземлился в аэропорту Жешув-Ясёнка около 20:00 по местному времени. После прибытия американская делегация села на поезд на железнодорожной станции Пшемысль-Главный.
По словам Джейка Салливана, США за несколько часов до приезда Байдена в Киев проинформировали Россию с целью урегулирования конфликта.

## Визит
Джо Байден прибыл в Киев в 08:00 по киевскому времени, где его встретила посол США Бриджит Бринк, после чего президентский кортеж отправился до Мариинского дворца на встречу с президентом Украины Владимиром Зеленским и первой леди Еленой Зеленской. Во дворце Байден оставил запись в книге посетителей, сфотографировался с Зеленским и поприветствовал официальных лиц США и Украины. В 11:19 Байден покинул дворец и отправился в Михайловский Златоверхий монастырь в Киеве. Именно в это время в СМИ стала широко распространяться информация, что президент США находился в столице Украины. После посещения Байденом и Зеленским монастыря в Киеве зазвучала воздушная тревога. Затем президенты двух стран возложили венки к мемориалу погибших в войне с Россией, после чего Байден отправился в посольство США. Американская делегация выехала из Киева незадолго до 13:10 по киевскому времени.
Джо Байден объявил о дополнительном пакете военной помощи в размере $500 млн, включающего боеприпасы для РСЗО HIMARS.

## Реакция
Обращаясь к журналистам вместе с Байденом, Зеленский назвал поездку президента США «самым важным визитом за всю историю американо-украинских отношений». Он высоко оценил поставку США танков Abrams и сказал, что говорил с Байденом о дальнобойном оружии.
Советник президента по национальной безопасности Джейк Салливан заявил, что визит Джо Байдена в Киев «беспрецедентным в наше время» на том основании, что это был первый раз, когда президент США посетил «столицу страны, находящейся в состоянии войны, в которой американские военные не контролируют критическую инфраструктуру».
Ведущие западные СМИ в большинстве положительно отозвались о визите Байдена в Киев. Например, Reuters, Foreign Policy, Sky News, NBC News и CNN назвали поездку американского президента «исторической». Time подчеркнул, что, несмотря на предостережение спецслужб от возможного визита, Байден настоял на своём, аргументируя это «подтверждением непоколебимой и неизменной приверженности демократии, суверенитету и территориальной целостности Украины».
Российские военкоры и эксперты раскритиковали руководство России, которое «приглушённо» отреагировало на визит Байдена на Украину. Бывший полковник ФСБ и министр обороны ДНР Игорь Стрелков предположил, что Байден мог побывать и на передовой на востоке Украины и остаться невредимым, и назвал визит президента «плевком в Кремль». Он отметил, что в начале обострения военного конфликта все посольства были эвакуированы из Киева, а спустя год они вернулись обратно, и даже президент США не боится приезжать в город. Российский журналист Сергей Мардан назвал визит Байдена «демонстративным унижением России».

## Галерея

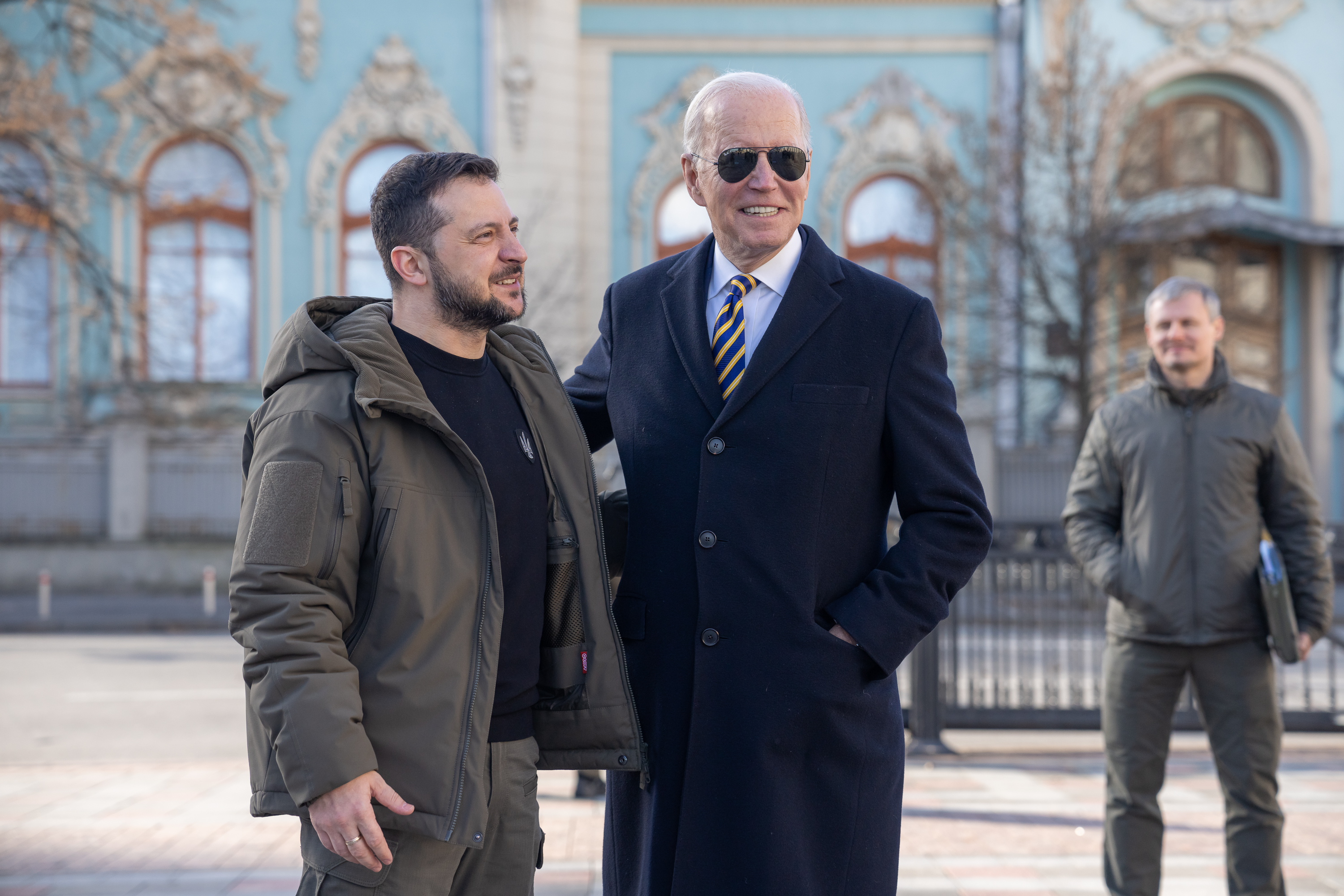
Байден и Зеленский на фоне Мариинского дворца
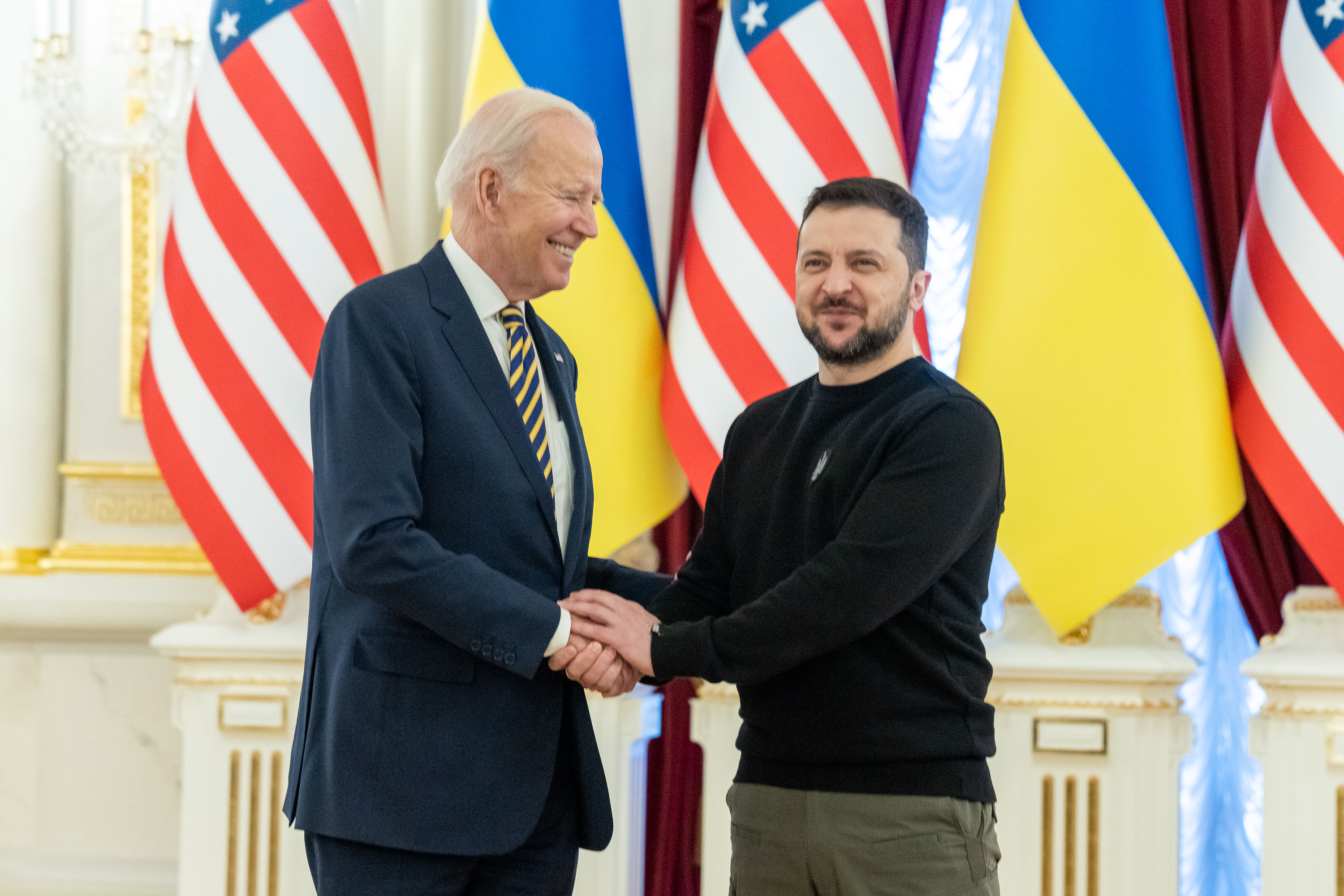
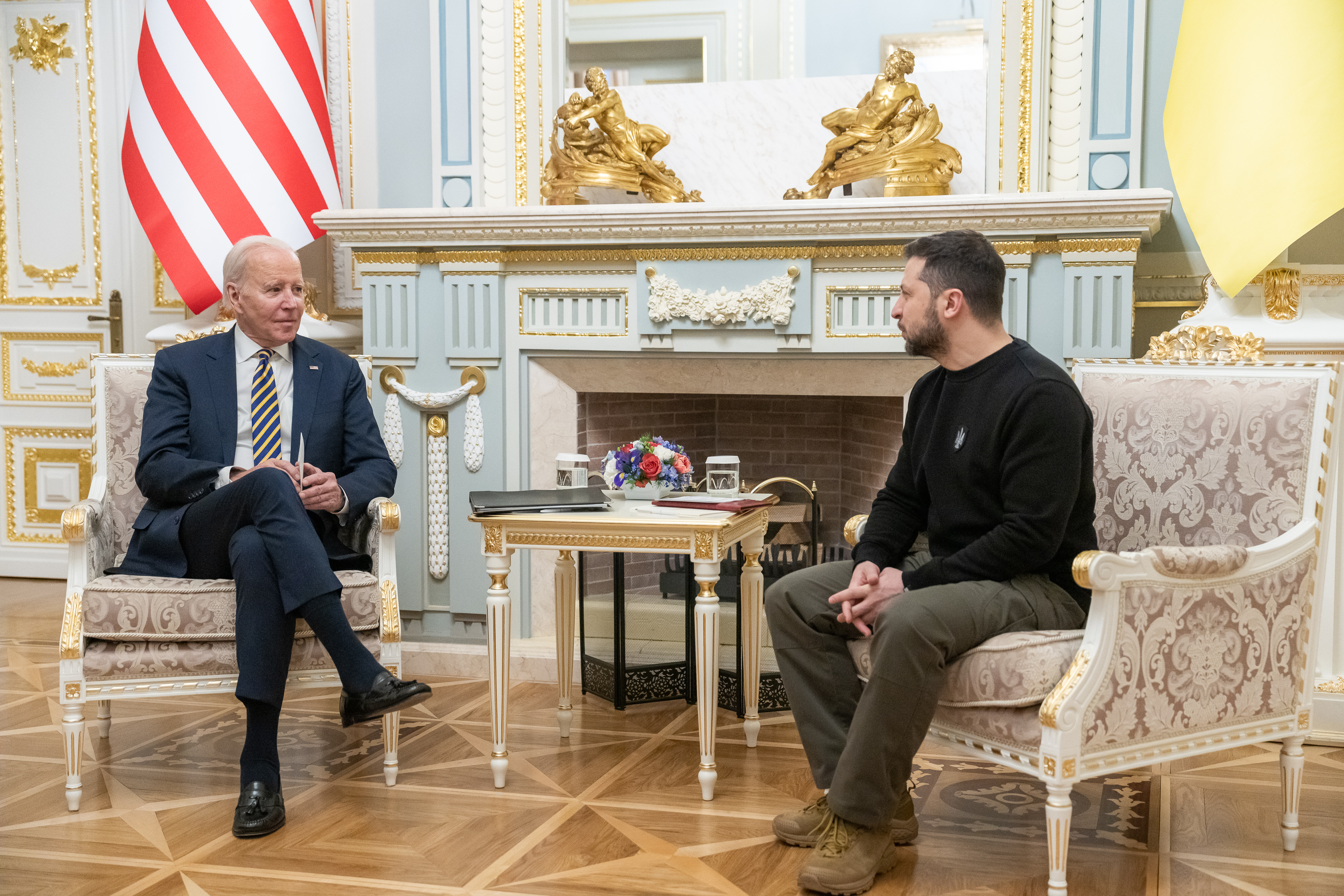
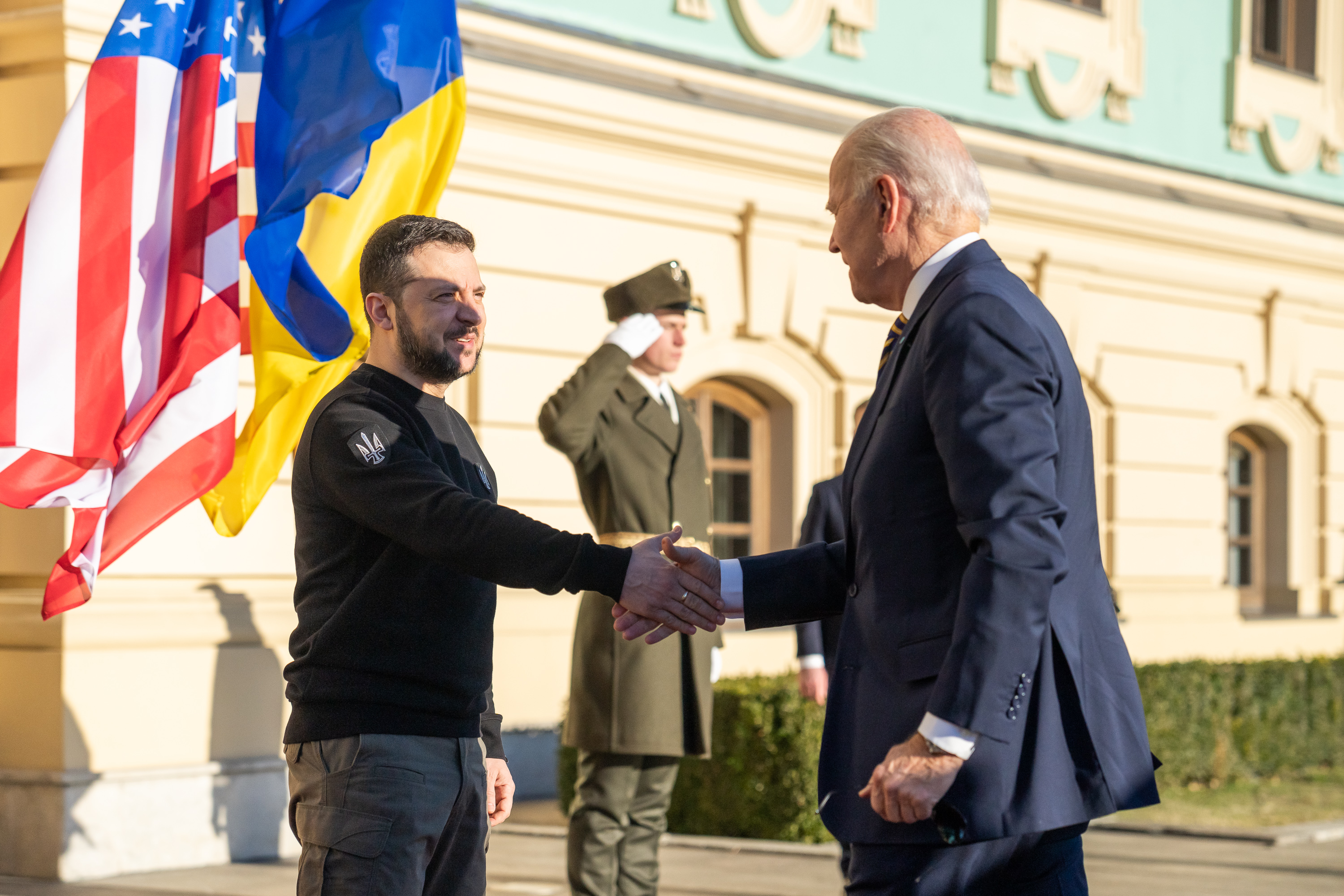
Зеленский встречает Байдена у Мариинского дворца
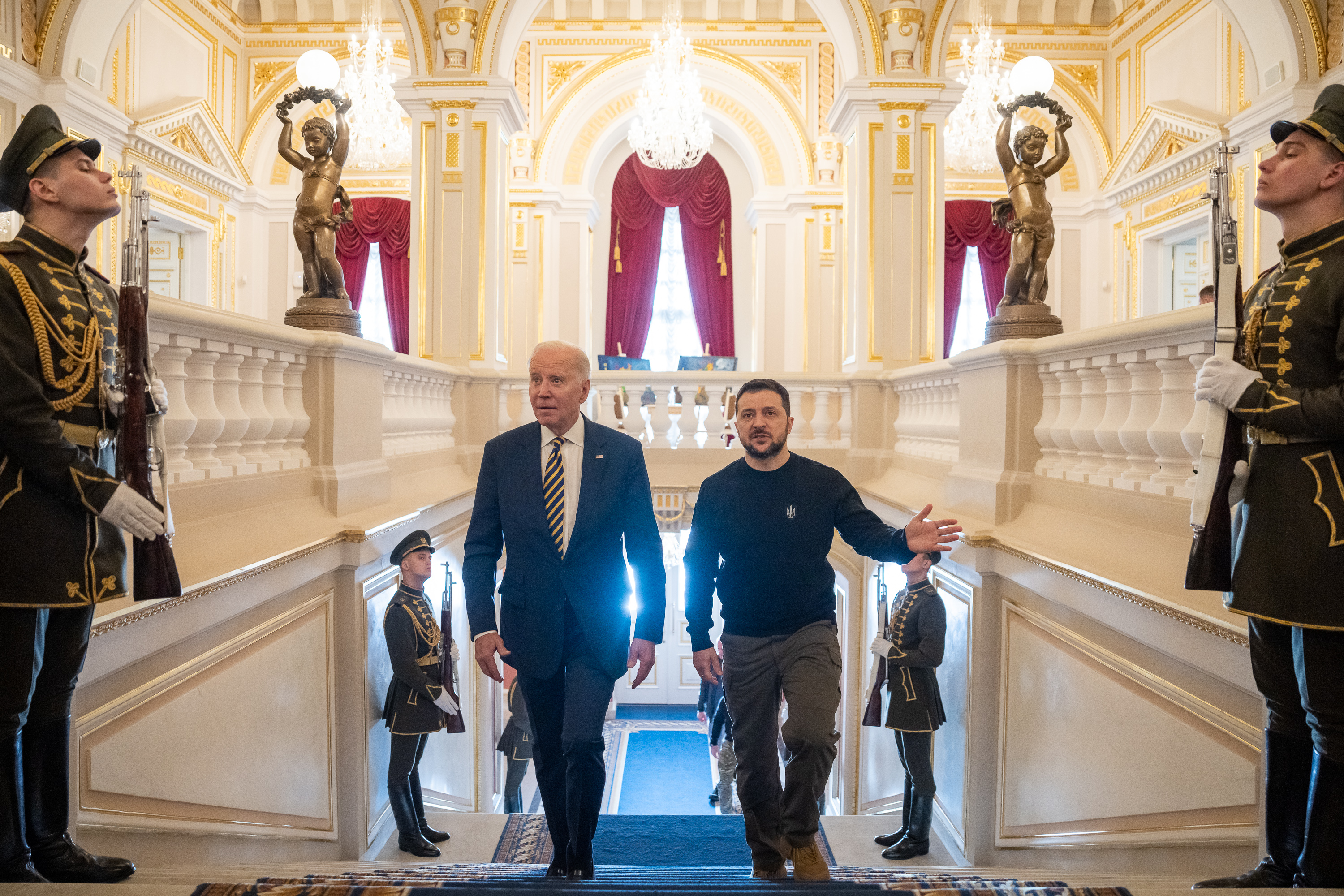
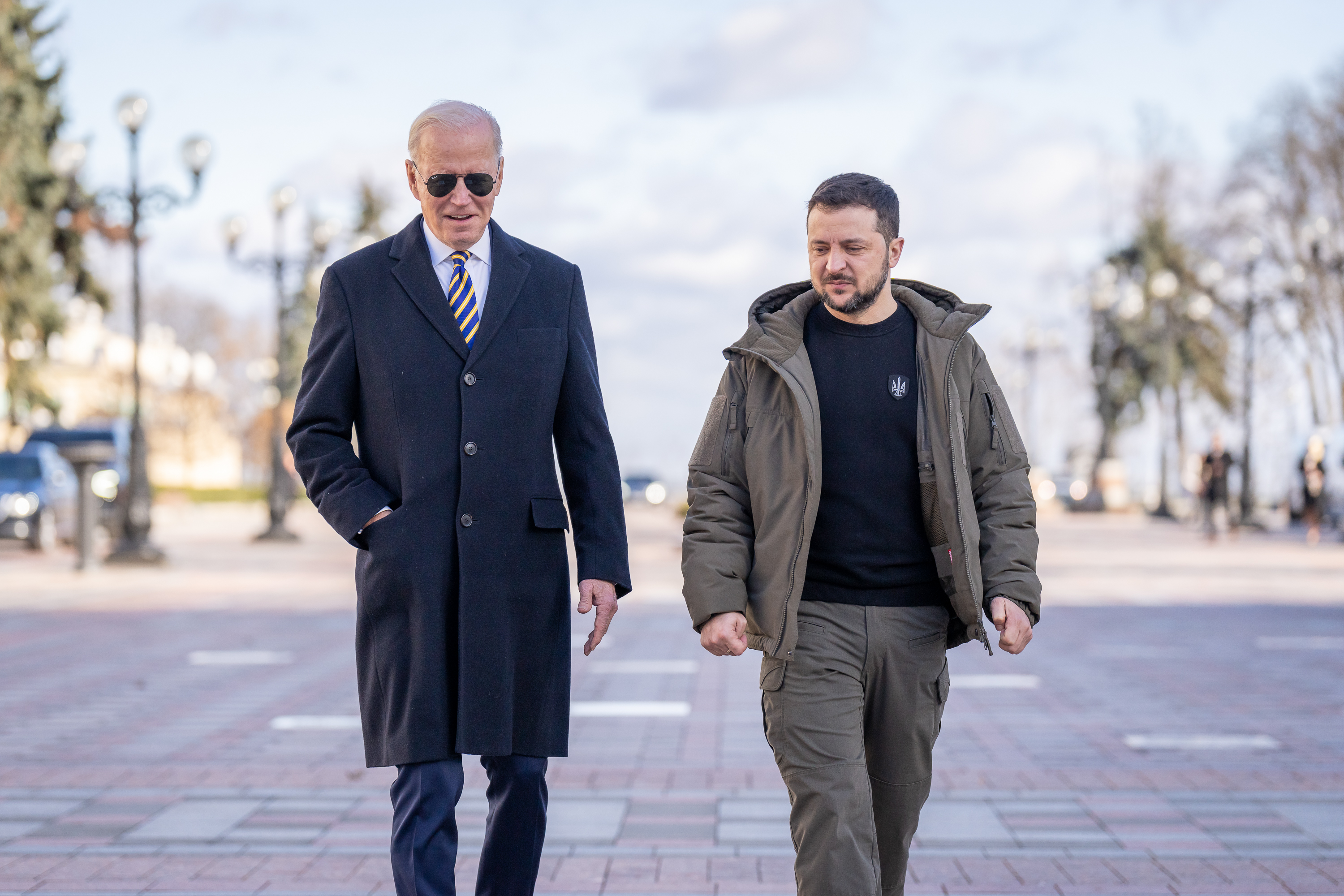
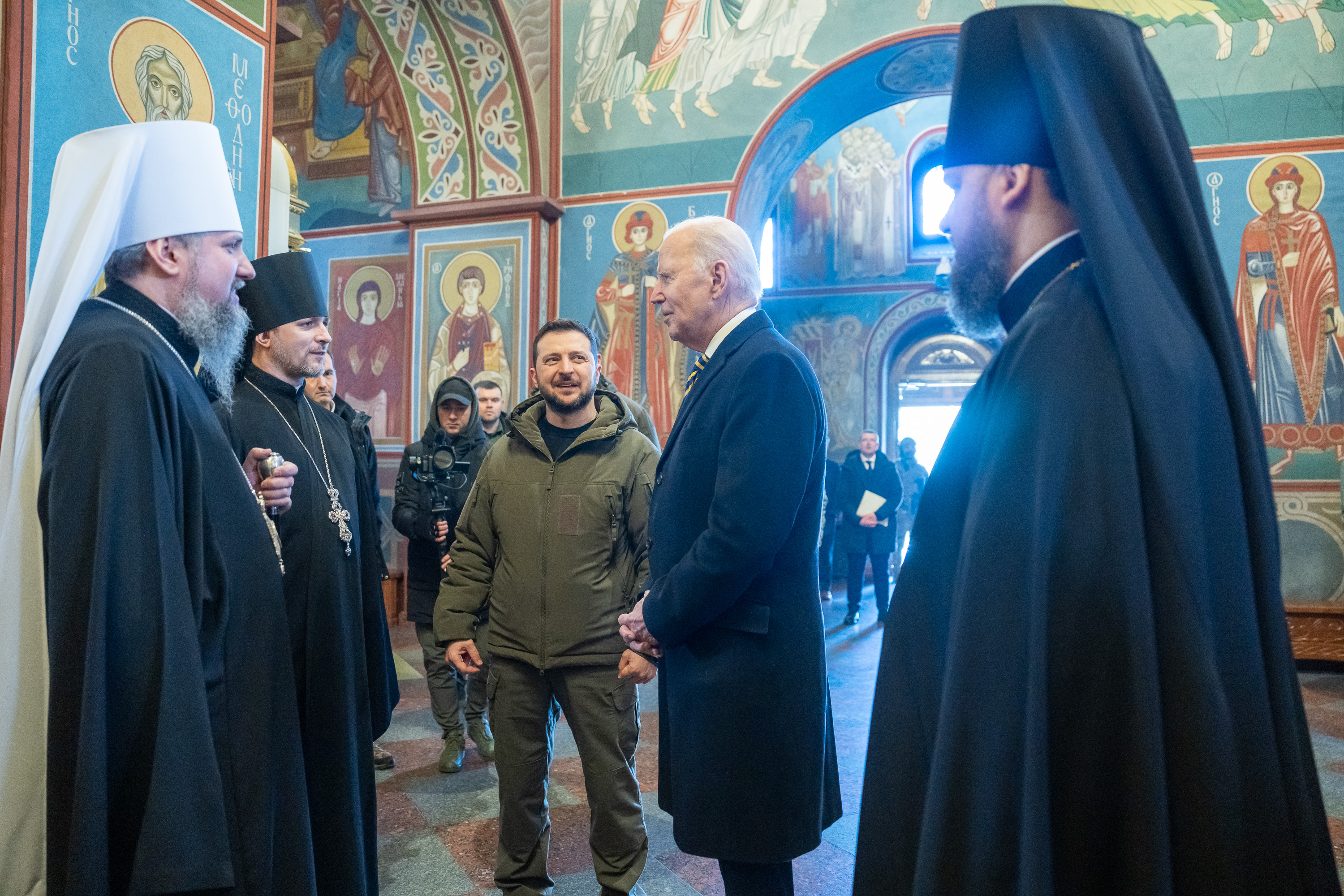
Байден со священнослужителями Михайловского Златоверхого монастыря
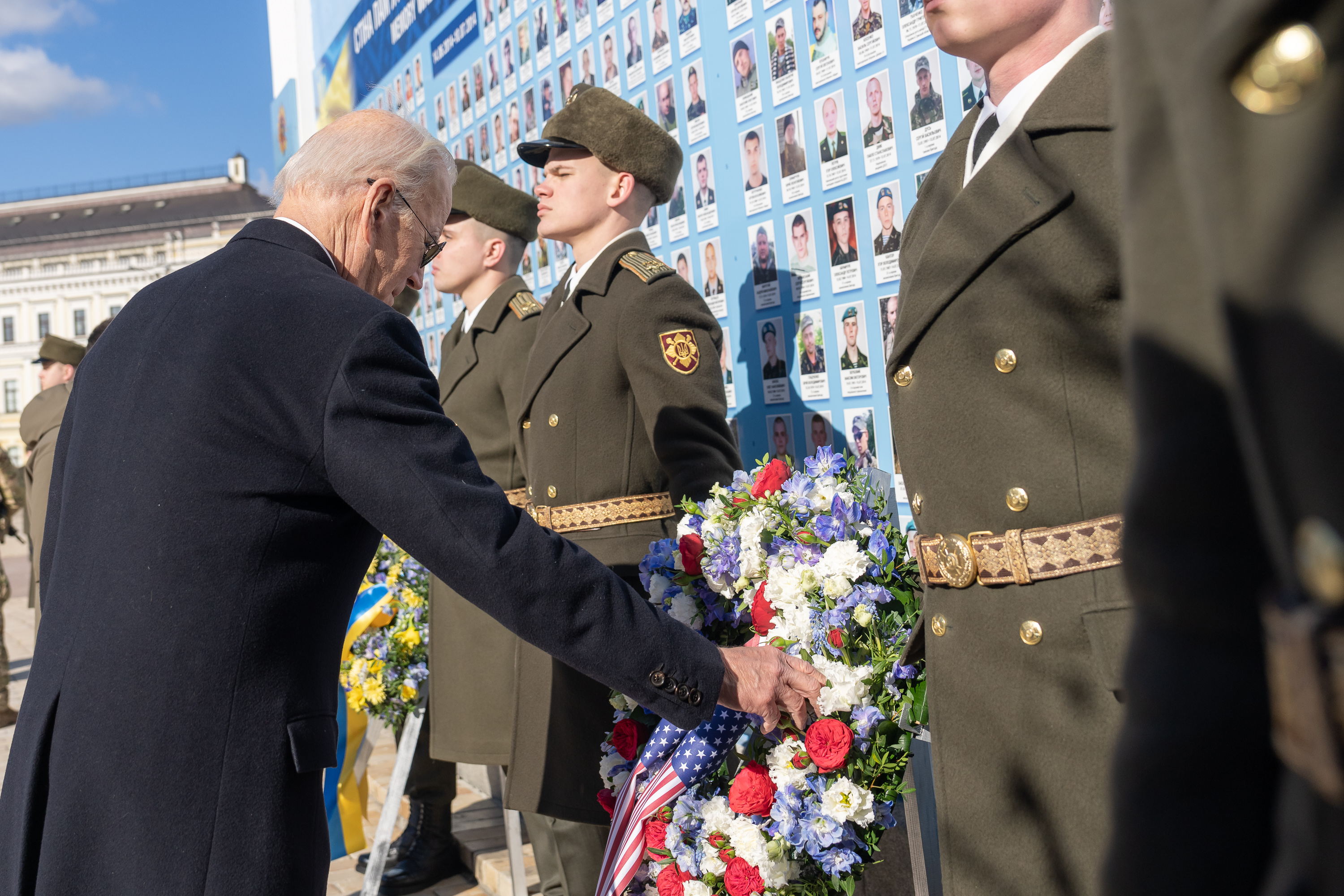
Байден возлагает венки в честь «небесной сотни»
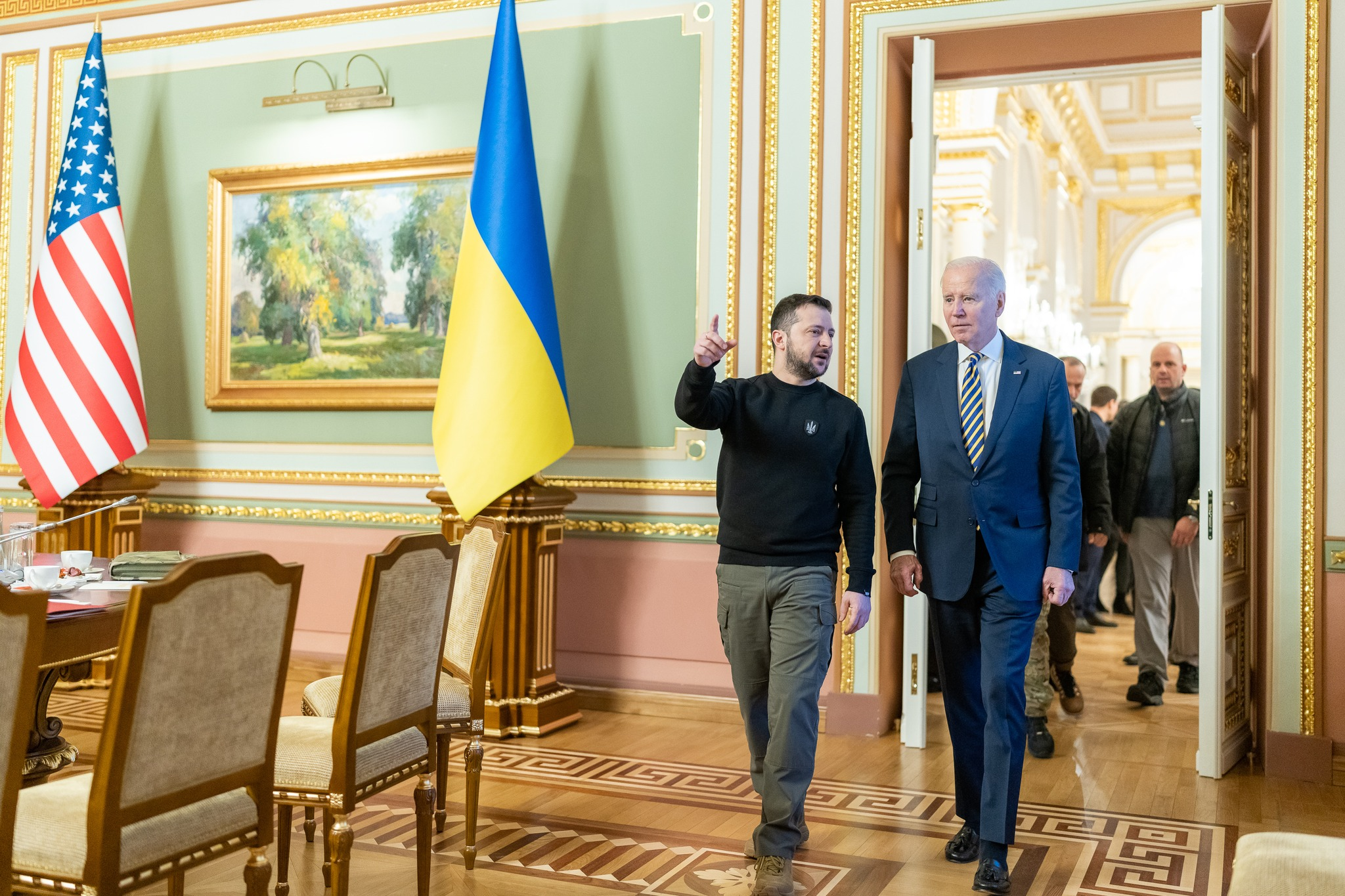
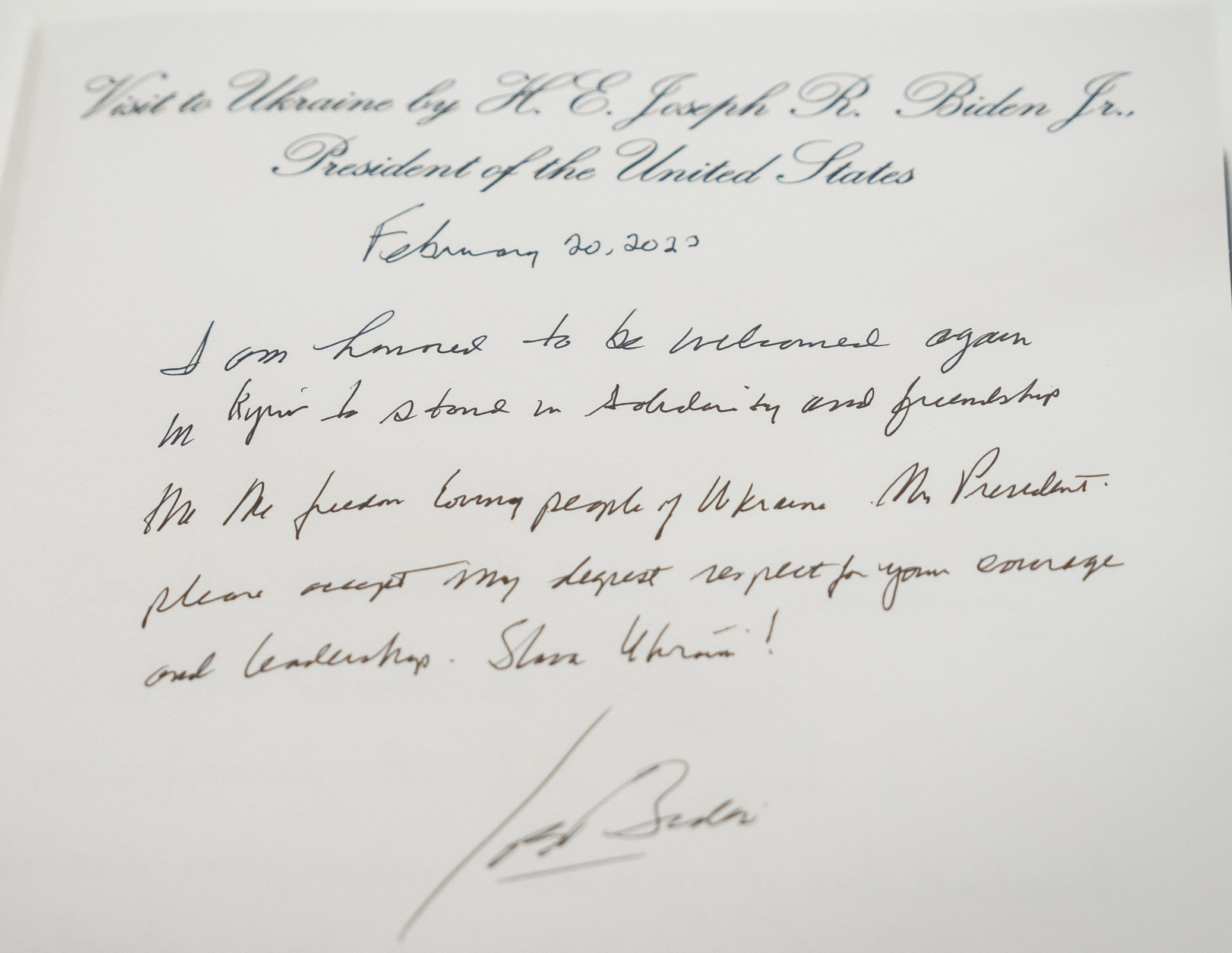
Оставленная памятная запись Джо Байдена в книге посетителей Мариинского дворца